# Episodi di Love Songs Love Series (terza stagione)
La terza stagione della serie televisiva Love Songs Love Series è andata in onda su GMM 25 dal 17 marzo al 30 giugno 2018 in quattro gruppi di episodi, ognuno con il nome di un brano musicale: Rao lae nai (canzone originale dei LOSO), Puen kan wan soodtai (canzone originale di Worakarn Rojanawat), Sebtid kwam jeb puad (canzone originale dei The Yers) e Jarak rue jarai (canzone originale dei KLEAR).

Logo e protagonisti (Monchanok Saengchaipiangpen e Nontanun Anchuleepradit) del gruppo di episodi Puen kan wan soodtai

| Gruppo di episodi                      | n° | Titolo      | Prima TV       |
| -------------------------------------- | -- | ----------- | -------------- |
| Rao lae nai (เราและนาย)                | 1  | Episodio 1  | 17 marzo 2018  |
| Rao lae nai (เราและนาย)                | 2  | Episodio 2  | 23 marzo 2018  |
| Puen kan wan soodtai (เพื่อนกันวันสุดท้าย)   | 3  | Episodio 3  | 31 marzo 2018  |
| Puen kan wan soodtai (เพื่อนกันวันสุดท้าย)   | 4  | Episodio 4  | 7 aprile 2018  |
| Puen kan wan soodtai (เพื่อนกันวันสุดท้าย)   | 5  | Episodio 5  | 14 aprile 2018 |
| Puen kan wan soodtai (เพื่อนกันวันสุดท้าย)   | 6  | Episodio 6  | 21 aprile 2018 |
| Puen kan wan soodtai (เพื่อนกันวันสุดท้าย)   | 7  | Episodio 7  | 28 aprile 2018 |
| Sebtid kwam jeb puad (เสพติดความเจ็บปวด) | 8  | Episodio 8  | 5 maggio 2018  |
| Sebtid kwam jeb puad (เสพติดความเจ็บปวด) | 9  | Episodio 9  | 12 maggio 2018 |
| Sebtid kwam jeb puad (เสพติดความเจ็บปวด) | 10 | Episodio 10 | 19 maggio 2018 |
| Sebtid kwam jeb puad (เสพติดความเจ็บปวด) | 11 | Episodio 11 | 26 maggio 2018 |
| Jarak rue jarai (จะรักหรือจะร้าย)         | 12 | Episodio 12 | 2 giugno 2018  |
| Jarak rue jarai (จะรักหรือจะร้าย)         | 13 | Episodio 13 | 9 giugno 2018  |
| Jarak rue jarai (จะรักหรือจะร้าย)         | 14 | Episodio 14 | 16 giugno 2018 |
| Jarak rue jarai (จะรักหรือจะร้าย)         | 15 | Episodio 15 | 23 giugno 2018 |
| Jarak rue jarai (จะรักหรือจะร้าย)         | 16 | Episodio 16 | 30 giugno 2018 |